# Agathon Wunderlich
Gottlob Friedrich Walter Agathon Wunderlich (Gottinga, 12 marzo 1810 – Lubecca, 21 novembre 1878) è stato un giurista tedesco.

## Biografia
Era figlio del filologo Ernst Karl Friedrich Wunderlich (1783-1816). Sebbene non fosse cittadino prussiano, gli fu assegnata una borsa di studio dalla Landesschule Pforta (1824-28), ginnasio di Naumburg. Successivamente studiò all'Università di Göttingen, ottenendo la laurea in legge nel 1832. Nel 1833 conseguì la sua abilitazione e iniziò a prestare servizio come funzionario statale di Hannover. A causa dell'abrogazione della costituzione di Hannover da parte del re Ernesto Augusto I di Hannover e del conseguente licenziamento dei Sette di Gottinga (1837), Wunderlich si trasferì a Berlino per acquisire "l'abilitazione prussiana".
Con l'aiuto di Johann Jakob Bachofen (1815-1877), ottenne la cattedra di diritto romano all'Università di Basilea nel 1838. A Basilea pubblicò Verfahrensrechtler. Nel 1842 divenne professore all'Università di Rostock, seguito da una cattedra all'Università di Halle (1847). Nel 1850 fu nominato giudice presso l'Oberappellationsgericht (Corte suprema d'appello) dei quattro Freien Städte a Lubecca.

## Opere
- De antiqua litterarum obligatio, dissertation. Göttingen 1832
- Andreae Joannis de Summula processu iudicii / ex cod. Basil. in integrum restituit. Schweighauser, Basel 1840
- Anecdota quae spectant processum civilem. Vandenhoeck & Ruprecht, Göttingen 1841
- Tancredi Summa de Matrimonio. Vandenhoeck & Ruprecht, Göttingen 1841
- Rechtssprüche und Gutachten der Juristen-Facultät zu Rostock. Reimer, Berlin 1846
- Edition of George Arnold Heise's Handelsrecht; Frankfurt 1858
- Bibliotheca Wunderlich: Altera editio. Halle/Saale 1858
- Die Jurisprudenz des Oberappellations-Gerichts der vier freien Städte Deutschlands in bürgerlichen Rechtssachen aus Lübeck 1848-64. due volumi, Gesenius, Bremen 1866.